# Woodlawn (Ohio)
Woodlawn – wieś w Stanach Zjednoczonych, w stanie Ohio, w hrabstwie Hamilton.